# ATP Challenger de Busan
O ATP Challenger de Busan – ou Busan Open, atualmente – é um torneio de tênis profissional masculino, de nível ATP Challenger.

## Finais

### Simples
| Ano                                     | Campeãs             | Vice-campeões      | Resultado      |
| --------------------------------------- | ------------------- | ------------------ | -------------- |
| 2022                                    |                     |                    |                |
| Torneio não realizado entre 2021 e 2020 |                     |                    |                |
| 2019                                    | Ričardas Berankis   | Andrew Harris      | 7–65, 6–2      |
| 2018                                    | Matthew Ebden       | Vasek Pospisil     | 7–64, 6–1      |
| 2017                                    | Vasek Pospisil      | Go Soeda           | 6–1, 6–2       |
| 2016                                    | Konstantin Kravchuk | Daniel Evans       | 6–4, 6–4       |
| 2015                                    | Chung Hyeon         | Lukáš Lacko        | 6–3, 6–1       |
| 2014                                    | Go Soeda            | Jimmy Wang         | 6–3, 7–65      |
| 2013                                    | Dudi Sela           | Alex Bogomolov Jr. | 6–1, 6–4       |
| 2012                                    | Tatsuma Ito         | John Millman       | 6–4, 6–3       |
| 2011                                    | Dudi Sela           | Tatsuma Ito        | 6–2, 56–7, 6–3 |
| 2010                                    | Lim Yong-kyu        | Lu Yen-hsun        | 6–1, 6–4       |
| 2009                                    | Danai Udomchoke     | Blaz Kavcic        | 6–2, 6–2       |
| 2008                                    | Go Soeda            | Yen-hsun Lu        | 6–0, ab.       |
| 2007                                    | Yeu-tzuoo Wang      | Jan Vacek          | 6–3, 6–2       |
| 2006                                    | Hyung-taik Lee      | Danai Udomchoke    | 6–3, 6–2       |
| 2005                                    | Danai Udomchoke     | Paul Goldstein     | 7–66, 6–1      |
| 2004                                    | Alexander Peya      | Yen-hsun Lu        | 6–3, 5–7, 6–3  |
| 2003                                    | Young-joon Kim      | Tasuku Iwami       | 6–4, 4–1, ab.  |

### Duplas
| Ano                                     | Campeão                               | Vice-campeão                          | Resultado         |
| --------------------------------------- | ------------------------------------- | ------------------------------------- | ----------------- |
| 2022                                    |                                       |                                       |                   |
| Torneio não realizado entre 2021 e 2020 |                                       |                                       |                   |
| 2019                                    | Hsieh Cheng-peng Christopher Rungkat  | Toshihide Matsui Vishnu Vardhan       | 7–67, 6–1         |
| 2018                                    | Hsieh Cheng-peng Christopher Rungkat  | Ruan Roelofse John-Patrick Smith      | 6–4, 6–3          |
| 2017                                    | Hsieh Cheng-peng Peng Hsien-yin       | Sanchai Ratiwatana Sonchat Ratiwatana | 7–5, 4–6, [10–8]  |
| 2016                                    | Sam Groth Leander Paes                | Sanchai Ratiwatana Sonchat Ratiwatana | 4–6, 6–1, [10–7]  |
| 2015                                    | Sanchai Ratiwatana Sonchat Ratiwatana | Nam Ji-sung Song Min-kyu              | 7–62, 3–6, [10–7] |
| 2014                                    | Sanchai Ratiwatana Sonchat Ratiwatana | Jamie Delgado John-Patrick Smith      | 6–4, 6–4          |
| 2013                                    | Peng Hsien-yin Yang Tsung-hua         | Jeong Suk-young Lim Yong-kyu          | 6–4, 6–3          |
| 2012                                    | Yuki Bhambri Divij Sharan             | Hsieh Cheng-peng Lee Hsin-han         | 1–6, 6–1, [10–5]  |
| 2011                                    | Im Kyu-tae Danai Udomchoke            | Jamie Baker Vasek Pospisil            | 6–4, 6–4          |
| 2010                                    | Rameez Junaid Alexander Peya          | Pierre-Ludovic Duclos Yang Tsung-hua  | 6–4, 7–5          |
| 2009                                    | Sanchai Ratiwatana Sonchat Ratiwatana | Tasuku Iwami Toshihide Matsui         | 6–4, 6–2          |
| 2008                                    | Rik de Voest Lukasz Kubot             | Adam Feeney Rameez Junaid             | 6–3, 6–3          |
| 2007                                    | Sergei Bubka Jr. John Paul Fruttero   | Nathan Healey Jan Mertl               | 4–6, 7–65, 10–6   |
| 2006                                    | Scott Lipsky Todd Widom               | Robert Kendrick Cecil Mamiit          | 6–3, 26–7, 10–7   |
| 2005                                    | Paul Goldstein Rajeev Ram             | Justin Gimelstob Wesley Moodie        | w.o.              |
| 2004                                    | Sanchai Ratiwatana Sonchat Ratiwatana | Satoshi Iwabuchi Tasuku Iwami         | 56–7, 7–61, 6–4   |
| 2003                                    | Toshihide Matsui Michihisa Onoda      | Seung-bok Baek Seung-kyu Park         | 6–1, 6–3          |